# De Knipe
De Knipe est un village situé dans la commune néerlandaise de Heerenveen, dans la province de la Frise. Son nom en néerlandais est De Knijpe. Le 1er janvier 2006, le village comptait 1 496 habitants.
Le peintre Jan Mankes (1889-1920) y produisit la plus grande partie de son œuvre.